# Pirates: Adventures in Art
Pirates: Adventures in Art  (no Brasil e em Portugal, Os Piratas e As Suas Aventuras Coloridas) é um programa de televisão infantil canadense animado por computador produzido pela DHX Media. O Produtor Criativo e Editor de História Executiva do show é Jed MacKay, e é produzido por Katrina Walsh . A série é dirigida por William Gordon. Sua música-tema é cantada pela banda canadense Great Big Sea . A série é transmitida pela CBC Television no Canadá. Em 2 de abril de 2012, a série estreou no Discovery Kids na América Latina; o título em espanhol é Los piratas y sus adventuras coloridas . Ele estreou em 2010 na PBS Kids nos EUA. No Brasil estreou no canal Discovery Kids em 2012 e em Portugal a série estreio no Canal Panda em 2013.

## Elenco
- Joseph Motiki como Leo
- Tajja Isen como Cleo
- Carlos Diaz como Fresco de Gecko
- Jayne Eastwood como rainha Confórmia
- James Rankin como Krank e Skelly